# PSI-20
PSI-20 är index över de tjugo mest omsatta aktierna på Euronext Lisbon.

## Sammansättning
Följande företag är för närvarande (2012) med i PSI-20-indexet:
- Altri SGPS
- Banco Comercial Português
- Banco Espírito Santo
- Banco BPI
- Banif
- Cofina
- EDP
- EDP Renováveis
- Galp
- Jerónimo Martins
- Mota Engil
- Portucel Soporcel
- Pharol
- REN
- Semapa
- Sonae Indústria
- Sonae
- Sonaecom
- Teixeira Duarte
- ZON Multimédia